# بريت غارارد
بريت غارارد (بالإنجليزية: Brett Garrard) هو لاعب هوكي الحقل بريطاني، ولد في 21 أغسطس 1976.

## وصلات خارجية
- بريت غارارد على موقع اللجنة الأولمبية الدولية (الإنجليزية)
- بريت غارارد على موقع أوليمبيديا (الإنجليزية)
- بريت غارارد على موقع اللجنة الأولمبية البريطانية (الإنجليزية)
- بريت غارارد على موقع اتحاد ألعاب الكومنولث (مؤرشف) (الإنجليزية)
- بريت غارارد على موقع دورة ألعاب الكومنولث 2006 (مؤرشف) (الإنجليزية)